# U-Bahnhof Westfalenpark
Der U-Bahnhof Westfalenpark ist ein U-Bahnhof der Stadtbahn Dortmund. Er wurde 1984 mit Inbetriebnahme der ersten Stammstrecke eröffnet.

## Lage
Der U-Bahnhof befindet sich südlich der Innenstadt zwischen den Richtungsfahrbahnen der Bundesstraße 54. Am südlichen Ende der Station endet der Tunnel. Dort teilt sich die Strecke in zwei Äste Richtung Westfalenhallen bzw. Hacheney. Während die Strecke nach Hacheney dabei weiterhin dem Verlauf der B 54 folgt führt die Strecke zu den Westfalenhallen zunächst auf eine Rampe und auf eine Brücke, über welche die Autobahn überquert wird. 

## Linien
| Linie | Linienverlauf | Takt   |
| ----- | --- | ------ |
| U 45  | ( Dortmund, Fredenbaum – Immermannstraße/Klinikzentrum Nord – Lortzingstraße – U Münsterstraße – U Leopoldstraße – ) U Dortmund Hbf – U Kampstraße – U Stadtgarten – U DO-Stadthaus – U Markgrafenstraße – U Westfalenpark – Remydamm – U Westfalenhallen Diese Linie verkehrt auf der Stammstrecke I. Während der HVZ wird die Linie bis zur Haltestelle Fredenbaum verlängert. Bei Veranstaltungen wird sie ab dem/bis zum Haltepunkt Stadion eingesetzt; ab Westfalenhallen verkehrt sie weiter als U46 in Richtung Brunnenstraße. | 10 min |
| U 49  | ( Dortmund, Hafen – U Schützenstraße – U Leopoldstraße – ) U Dortmund Hbf – U Kampstraße – U Stadtgarten – U DO-Stadthaus – U Markgrafenstraße – U Westfalenpark – Rombergpark – DO-Hacheney Diese Linie verkehrt auf der Stammstrecke I. Während der HVZ an Schultagen wird die Linie bis zur Haltestelle Hafen verlängert | 10 min |